# Wero (betaaldienst)
Wero is een Europees mobiel betalingssysteem van het European Payments Initiative (EPI), gebaseerd op het Nederlandse iDEAL. Het is ontwikkeld om bestaande nationale systemen zoals Giropay in Duitsland, Paylib in Frankrijk, Payconiq in België en Luxemburg, en iDEAL in Nederland te vervangen. De dienst werd op 2 juli 2024 gelanceerd en heeft als doel een Europees alternatief te bieden voor internationale spelers zoals Mastercard, PayPal en Visa.  
Wero zal in eerste instantie functioneren als een real-time betalingssysteem, vergelijkbaar met PayPal, en wordt op termijn uitgebreid met geavanceerde online betaalfunctionaliteiten. 

## Benaming
De naam is een samentrekking van het Engelse persoonlijke voornaamwoord we en de naam van de gemeenschappelijke munteenheid euro, en doet ook denken aan vero, in Romaanse talen het woord voor “waar”.

## Geografische activiteiten
In 2024 werd Wero al in Duitsland, België (KBC Bank) en Frankrijk gelanceerd. Begin 2025 zullen 14 grote Europese banken en de twee grootste betalingsverwerkers in Europa de dienst ondersteunen. De rest van Europa zal de volgende jaren volgen. Waarbij gehoopt wordt dat landen als Italië en Spanje, die nog een eigen systeem ondersteunen, later ook zullen toetreden.  
Begin juni 2025 kondigde Wero aan dat hun betaaldiensten ook beschikbaar komen voor e-commerce. Deze mogelijkheid zou vrij snel in Duitsland gelanceerd worden, gevolgd door België in oktober 2025. In 2026 zou dit dan mogelijk worden in Frankrijk, Luxemburg en Nederland.